# Speccafrons mallochi
Speccafrons mallochi är en tvåvingeart som först beskrevs av Curtis W. Sabrosky 1938.  Speccafrons mallochi ingår i släktet Speccafrons och familjen fritflugor. Inga underarter finns listade i Catalogue of Life.